# Chloroclystis palpata
Chloroclystis palpata là một loài bướm đêm trong họ Geometridae.